# Sorapiss
Sorapiss, també anomenat Sorapis o Punta Sorapiss, és una muntanya de les Dolomites a la regió del Vèneto, Itàlia. Situada a la comune de Cortina d'Ampezzo, té una alçada de 3.205 metres. A prop hi ha el pas de muntanya del mateix nom, així com el Llac di Sorapiss, al peu de la muntanya.

## Descripció

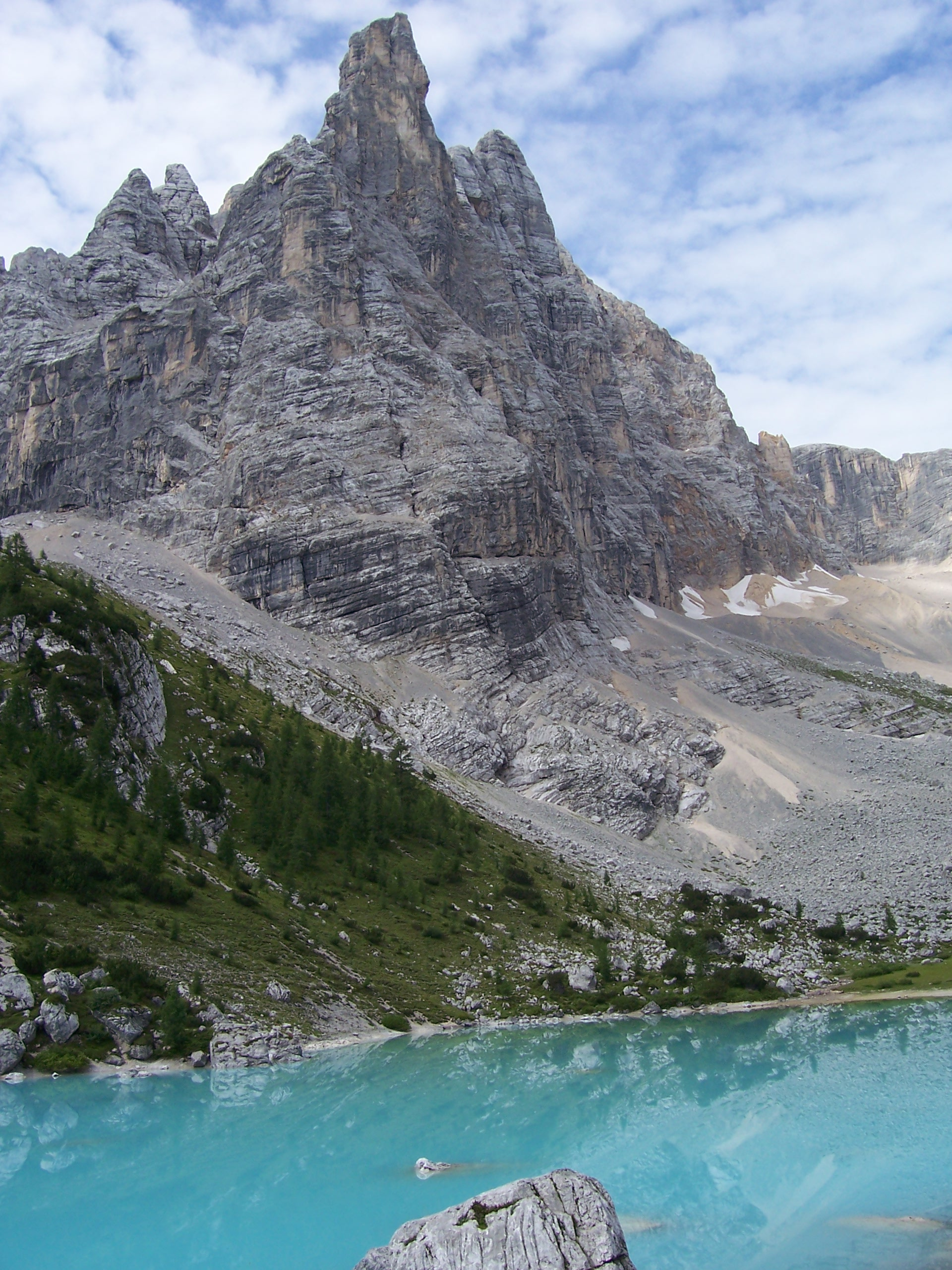
Dito di Dio (Dit de Déu), amb el Llac de Sorapiss al seu peu

Sorapiss, amb les seves cares perpendiculars enormes, forma part del rerefons muntanyós de la ciutat turística de Cortina, situat més o menys a 9 quilòmetres al sud-est de la ciutat. Les seves formacions calcàries dolomites irregulars, abruptes i amb cims punxeguts formen part dels Alps Orientals. El Cristallo és al nord del Passo Tre Croci, i el seu veí del sud és l'Antelao. Un camí a Sorapiss comença al Passo Tre Croci i continua al llarg d'un pendent fàcil, assolint el refugi a la base del Sorapiss, proper al Llac de Sorapiss, que és a una altura de 1.923 metres.
L'altura del Sorapiss és de 3.205 metres. La muntanya té tres carenes: una central, una al sud, que es veu des de Cortina, i una carena al nord que culmina en l'àrea esquiable de Mont Faloria. Hi ha tres glaceres en els pendents de la muntanya, tot i que s'han estat fonent considerablement en aquests darrers anys. El llac Sorapiss, al peu de la muntanya, és un llac glacial a 1.925 metres d'alçada.

## Història

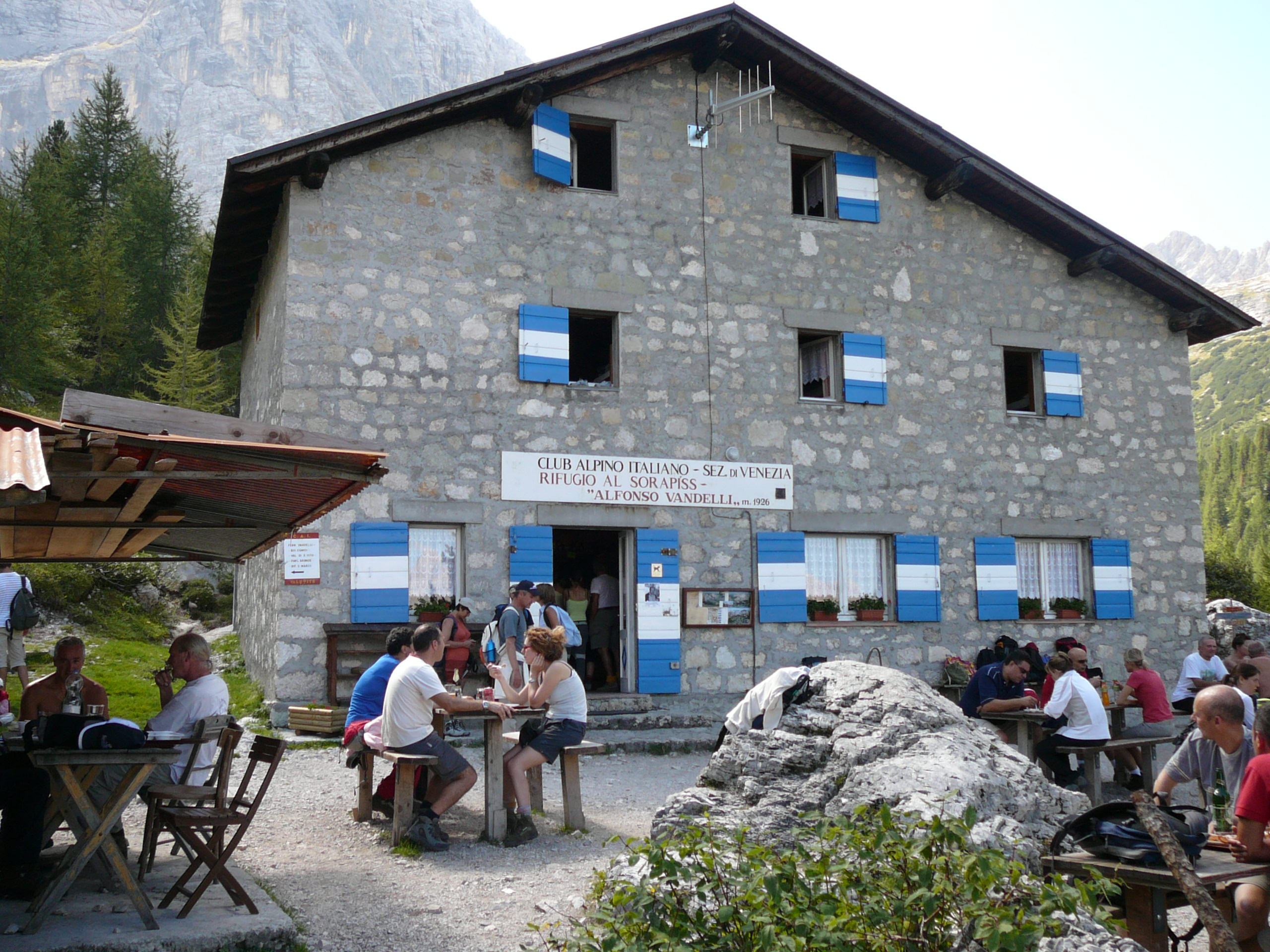
Refugi Alfonso Vandelli

Hi ha tres refugis a prop: Refugi Tondi di Faloria a 2.327 metres, Refugi Alfonso Vandelli a 1.926 metres i Refugi San Marco. El refugi Alfonso Vandelli va ser construït pels austríacs el 1891 a la vora del Llac de Sorapiss. El 1895 va ser destruït per una allau, però va ser reconstruït l'any següent en un lloc més protegit. Al final de Primera Guerra Mundial el 1918, Cortina d'Ampezzo va passar a formar part del Regne d'Itàlia (1918) i el refugi era propietat del CAI (Club Alpino Italiano) de Venècia. El 1924, gràcies a una donació de Cesare Luigi Luzzati, va ser construït un nou refugi. Un foc el va destruir completament el 1959, i un altre cop es va reconstruir; el refugi actual va ser obert el 18 de setembre de 1966 i porta el nom del president del CAI de Venècia, Alfonso Vandelli.
Paul Grohmann va fer el primer ascens de la muntanya el setembre de 1864, trigant 8 hores i 30 minuts. Hi ha com a mínim dues rutes al cim: la Grohmann-Weg, que travessa el flanc de l'oest de la muntanya, unint la ruta de S. Vito prop del cim, i la Muller-Weg, que travessa la glacera de l'est i puja directa sobre el precipici en el costat nord-est.

## Flora
La flora a Sorapiss inclou Festucetum pulchellae, Euphrasio-Globularietum, i Drabetum hoppeanae.

## Llegenda

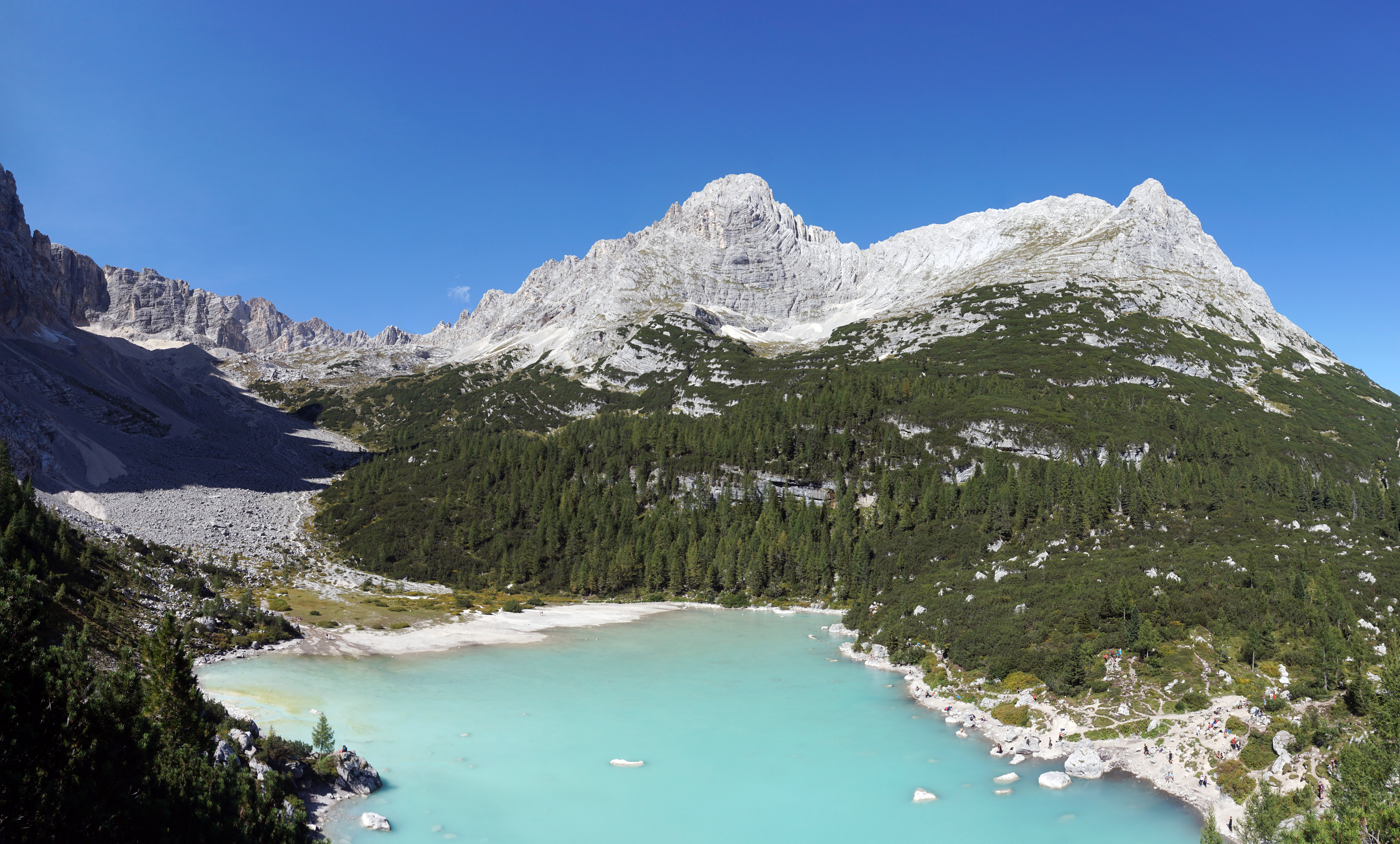
Llac Sorapiss

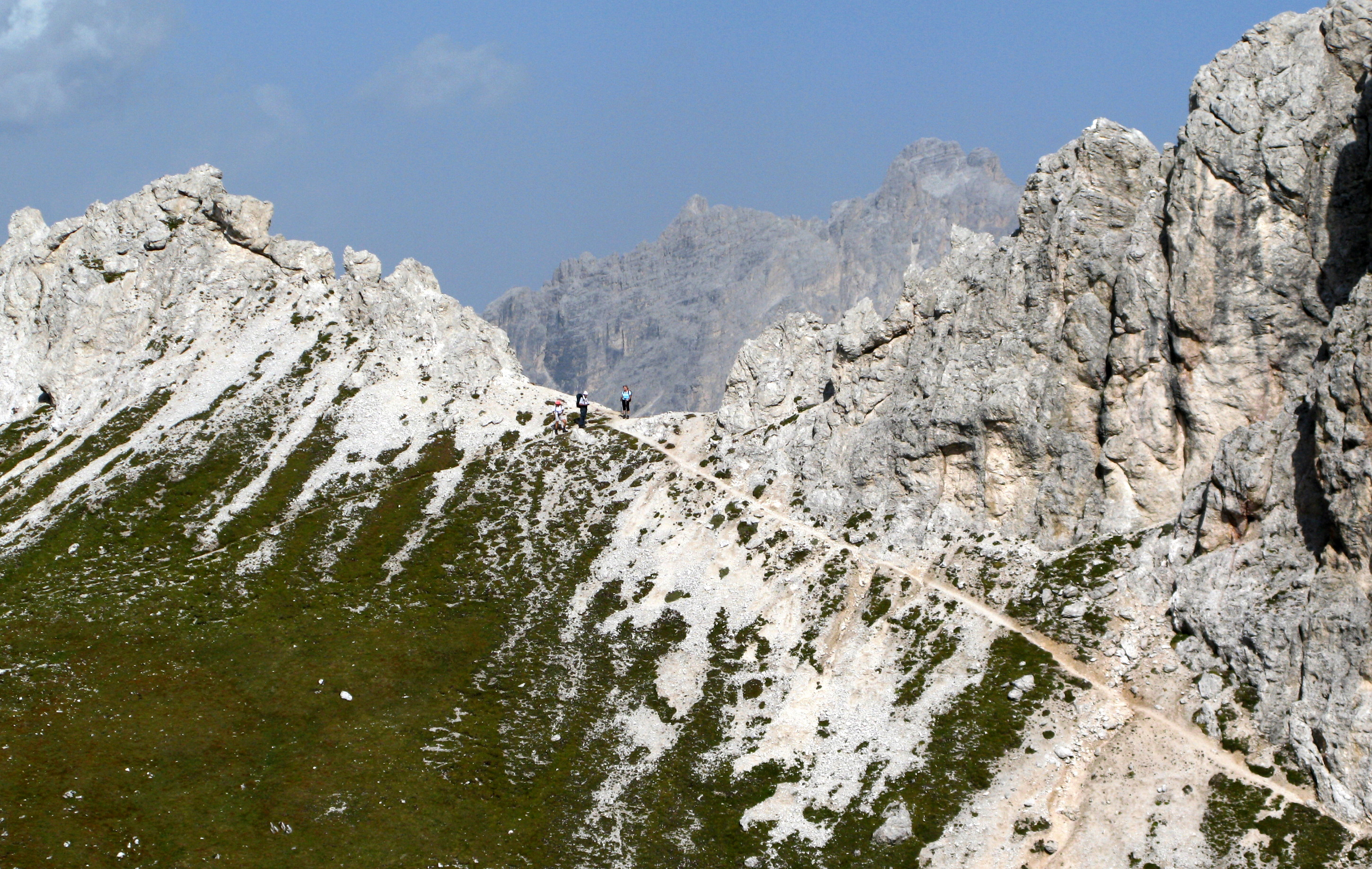
Forcella Ciadin del camí Loudo Num. 223

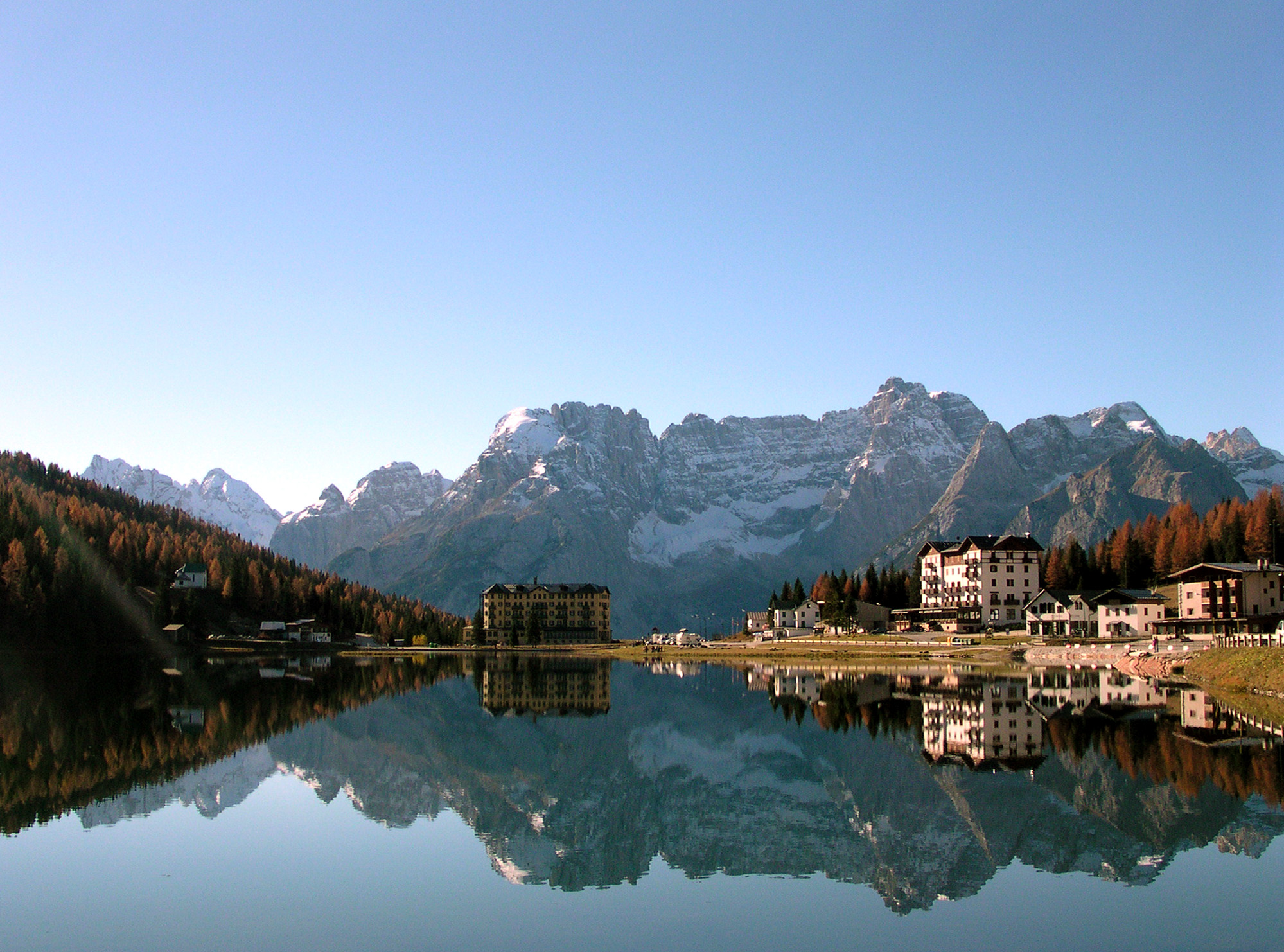
Sorapiss des del Llac Misurina

Hi ha una llegenda associada amb el nom de Sorapiss, que en ladí significa "per sobre de la cascada". Un rei anomenat Sorapiss es va convertir en una muntanya rocosa durant un curs d'esdeveniments inesperats.
“Hi havia una vegada el rei Sorapis que desitjava només la felicitat de la seva filla ... La filla (Misurina) era molt egoista i capriciosa, i un dia va demanar al seu pare tenir el mirall màgic de la reina del Monte Cristallo. Sorapis sabia que era una petició boja i que la reina mai no acceptaria, però va decidir concedir el desig. La reina havia fet un pacte amb el pare i Sorapis, la filla havia de triar entre el mirall i el pare. Com que l'amor del seu pare ja no li importava, Misurina va triar el mirall. El pare va començar a créixer i es va convertir en una muntanya molt alta. Misurina i el mirall es van precipitar per la muntanya. Es diu que el rei va plorar tant per la mort de la seva filla que es va crear el llac Misurina, que després va prendre el nom de Sorapiss".